# HOKUBU記念絵画館
HOKUBU記念絵画館（ほくぶきねんかいがかん）は、北海道札幌市豊平区にある私立美術館。

## 概要
建物は三階建て。正面外観に西洋式の柱とステンドグラスを持ち、2階と3階に展示室がある。
収蔵コレクションは、初代コレクター小西政秀の美意識が反映された具象絵画を中心に、洋画と木版画を収蔵している。収蔵作品は、北海道を由来とする作家の創作作品が多く、油絵・版画・水彩など5000点以上を収蔵する。木版画は一作家多点主義により充実を図っている。
展覧会は、常設展示のほか、年３、４回程度の企画展示を催している。企画展の多くは札幌市・札幌市教育委員会の後援がある。

## 歴史
1994年、小西政秀が収集した美術コレクションを一般に公開する目的で、1996年に文化施設として設立された。
絵画館は北武グループの支援により作られ、一般財団法人北武記念財団と株式会社りんどう企画により管理運営されている。館長は小西まさゆき。

## 主な所蔵作家

### 洋画
- 小野末
- 児玉幸雄
- 須田寿
- 高橋美則
- 原精一
- 広瀬功
- 福井良之助
- 本荘赳
- 増田誠
- 宮崎進
- 三岸節子
- 吉岡憲

### 木版画
- 岩切裕子
- 北岡文雄
- 黒崎彰
- 斎藤清
- 鈴木敦子
- 関野凖一郎
- 荻原英雄
- 平塚運一
- 山中現

## 開館時間、入館料、アクセス
- 開館時間：10:00 - 17:00（最終入館16:30）
- 開館日：毎週木・金・土・日曜日
- 入場料：一般（小学生含む）700円、小学生未満 無料、障碍者手帳をお持ちの方 500円。
- 館内バリアフリー(車椅子トイレ、エレベーター設置)
- 駐車場：4台
- 受付後、スリッパに履き替えて観覧。

アクセス
- 札幌市営地下鉄東豊線・学園前駅下車1番出口徒歩7分
- 札幌市営地下鉄南北線・中島公園駅下車1番出口徒歩10分
- じょうてつバス平岸線(環56)・旭町1丁目下車徒歩1分